# ساموئل چیتم (بازیکن فوتبال)
ساموئل چیتم (انگلیسی: Samuel Cheetham؛ زادهٔ ۱۸۹۶) بازیکن فوتبال اهل بریتانیا است.
از باشگاه‌هایی که در آن بازی کرده‌است می‌توان به باشگاه فوتبال هال سیتی، باشگاه فوتبال کولوین بای، و باشگاه فوتبال برادفورد سیتی اشاره کرد.